# Сусер
Сусер (арм. Սուսեր) — село в Арагацотнской области Армении.

## География
Село расположено в западной части марза, на расстоянии 66 километров к северо-западу от города Аштарак, административного центра области. Абсолютная высота — 1575 метров над уровнем моря.
Климат
Климат характеризуется как умеренно холодный, влажный (Dfb в классификации климатов Кёппена). Среднегодовая температура воздуха составляет 6,7 °C. Средняя температура самого холодного месяца (января) составляет −8,3 °С, самого жаркого месяца (июля) — 19,7 °С. Расчётная многолетняя норма атмосферных осадков — 434 мм. Наибольшее количество осадков выпадает в мае (76 мм).

## Население
| Год переписи | Население          | Население          | Население          | Население            | Население            | Население            |
| Год переписи | Наличное население | Наличное население | Наличное население | Постоянное население | Постоянное население | Постоянное население |
| Год переписи | Всего              | Мужчины            | Женщины            | Всего                | Мужчины              | Женщины              |
| ------------ | ------------------ | ------------------ | ------------------ | -------------------- | -------------------- | -------------------- |
| 2001         | 309                | 141                | 168                | 346                  | 160                  | 186                  |
| 2011         | 268                | 137                | 131                | 268                  | 140                  | 128                  |